# Principle of charity
Het Principle of charity (letterlijk: welwillendheidsbeginsel) is een  filosofisch en retorisch, in 1959 door Neil L. Wilson gemunt beginsel dat als volgt kan worden samengevat: probeer andermans redeneringen en argumenten altijd als zo zinvol mogelijk te interpreteren. Met andere woorden: ga ervan uit dat die redeneringen en argumenten rationeel en logisch zijn en kies dan de beste en sterkst mogelijke interpretatie. Doel van dit methodologische principe is om uitspraken van anderen niet als irrationeel, sofistisch of onwaar af te doen zolang er een coherente en rationele uitleg mogelijk is.   
Simon Blackburn (1994) formuleerde het principe als volgt:

It constrains the interpreter to maximize the truth or rationality in the subject's sayings.

Het noodzaakt de interpreet om de waarheid of rationaliteit van de uitspraken van de spreker te maximaliseren.
— vrije vertaling

Donald Davidson vatte het principe als volgt samen: 

We make maximum sense of the words and thoughts of others when we interpret in a way that optimises agreement.

We maken maximaal gebruik van de betekenis van de woorden en gedachten van anderen wanneer we interpreteren op een wijze die de consensus vergroot.
— vrije vertaling

Willard Van Orman Quine legde er de nadruk op dat het principe alleen van toepassing is wanneer er meerdere betekenissen van een uitspraak bestaan, terwijl niet duidelijk is welke betekenis er bedoeld wordt.En het interpreteren van een redenering door er de sterkst mogelijke argumentatie aan toe te kennen kan tevens ook leiden tot vertekening en zo tot een misconceptie van de argumentatie, deze kritiek werd onder andere geformuleerd door Trudy Govier.  